# Од Крю
„Од Крю“ (Odd Crew), първоначално „Каскадьори“, е груув и траш метъл група в София, България.

## История
Групата е създадена на 1 август 1998 година от Василий Райков (вокали), Васил Първановски (китара), Мартин Стоянов (бас и беквокали) и Боян „Bonzy“ Георгиев (барабани), които по онова време още не са пълнолетни. Първоначално се казва „Каскадьори“. Година след сформирането си бандата записва първия си албум „And it’s Rock Again“, издаден през пролетта на 2000 година.
През 2001 година група „Каскадьори“ се присъединява към Подуене блус бенд на Васко Кръпката, през следващите няколко години обикалят и свирят заедно из страната. Междувременно „Каскадьори“ работят върху творчеството си и през 2005 година издават албума On the Road. През 2006 година следва издаването на албума The River of Time.
Постепенно, вече на по-голяма възраст членовете на групата започват да пишат по-тежки песни, които се различават значително от предишните мелъди рок и хардрок албуми. Тогава започват да осъзнават, че музиката за тях е станала начин на живот и те изразяват себе си чрез нея. На 1 август 2008 година групата празнува 10-ия си рожден ден и обявява новото си име „Од Крю“. По-късно през същата година „Од Крю“ издава албума We Are What We Are и внезапно предизвиква голям интерес и внимание от страна на феновете.
През 2009 година Од Крю заминават на Европейско турне „11 Years of Brotherhood“. По пътя свирят в различни страни, сред които Унгария, Германия, Швейцария и Англия. Междувременно ремонтират репетиционната си и я превръщат в студио, където да експериментират и подобрят звука си. Скоро след като Butcher House Studio е построено, „Од Крю“ записва албума A Bottle of Friends, издаден на 22 октомври 2010 година. През пролетта на 2012 издават албума Beyond the Shell, а през октомври 2015 г. издават и най-новия си албум Mark These Words. Odd Crew издават и концертно DVD към последния си албум, записът е направен в столичната зала „Христо Ботев“ на 21 ноември 2015 г. Времетраенето на DVD-то е час и 45 минути с режисьор Никола Копаров.

## Състав
- Василий Райков – вокали (1998 – )
- Васил Първановски – китара (1998 – )
- Мартин Стоянов – бас и беквокали (1998 – )
- Боян „Bonzy“ Георгиев – барабани (1998 – )

## Дискография

### Студийни албуми
„Каскадьори“
- And it's Rock Again (2000)
- On the Road (2005)
- The River of Time (2006)

„Odd Crew“
- We Are What We Are (2008)
- A Bottle of Friends (2010)
- Beyond The Shell (2012)
- Mark These Words (2015)
- The Lost Pages (2018)
- Dark Matters Part I (2022)
- Dark Matters Part II (2023)

## DVDs
- A Bottle of Friends (DVD)
- Live at Hristo Botev Hall (DVD)